# Gisara procne
Gisara procne är en fjärilsart som beskrevs av William Schaus 1892. Gisara procne ingår i släktet Gisara och familjen tandspinnare. Inga underarter finns listade i Catalogue of Life.